# おざなり君
『おざなり君』（おざなりくん）は、浅野いにおによる日本の青年漫画作品。『Cut』（ロッキング・オン）に2008年6月号から2011年5月号の3年間に渡り連載され、単行本化の際は70ページ以上の描きおろしも収録された。

## 作品概要
著者の他作品と比較して、絵柄が極端に異なり、“落書きのようなキャラクター”を主役にしているブラックコメディ作品。基本的に1話が見開きの2ページで構成され、全ページがフルカラーである。表紙も虹色でカラフルである。内容はおざなり君の奔放な振る舞いとそれに振り回されるやぶさか部長の日常を中心に描いたショートギャグだが、徐々にシリアスな展開を見せていく。

## 登場人物
おざなりけんいち
㈱村上商事販売促進部に勤める入社4年目の平社員。28歳。上司であるやぶさか部長に対してしばしば暴力をふるったり暴言を吐いたりするが、その理由がストーリーが進むにつれ明らかになる。
やぶさかとしはる
㈱村上商事販売促進部部長。45歳。三十中頃まではペリー浦賀とリトルヒバゴンズというバンドでドラマーをしており、Jメタル界の雄としてロックキッズ達からカリスマ的人気を得ていた過去を持つ。

## エピソード
- インタビューで東海林さだおのタンマ君に影響を受けたことを公言している。
- 『おやすみプンプン』10巻（小学館）と同時発売され、2作両方の購入者から、抽選で100名に浅野いにおの描き下ろし色紙が当たるキャンペーンが行われた。

## 書籍情報
- 浅野いにお 『おざなり君』ロッキング・オン、全1巻

1. 2012年4月27日発売、ISBN 978-4-86052-109-7